# Četrtna skupnost Polje
Četrtna skupnost Polje (do leta 1952 Devica Marija v Polju, nemško Mariafeld) je ožja enota Mestne občine Ljubljana, ki zajema ljubljanske vzhodne četrti (današnja primestna satelitska naselja oz. nekdanje vasi) Polje, Novo Polje, Vevče, Slape, Spodnji in Zgornji Kašelj, Zalog (stari in novi), Brinje, Spodnja in Zgornja Zadobrova ter Podgorje, ki je edini zaselek Ljubljane, ki leži v ČS Polje na desnem bregu Ljubljanice. Vsa omenjena naselja ležijo na vzhodnem delu Ljubljanskega polja. Na severovzhodu ČS Polje je tudi edino samostojno naselje Podgrad, katerega ozemlje zavzema njen vzhodni, hribovit del (na desnem bregu Ljubljanice). ČS Polje meri 2210 ha (22,1 km2) in ima 20.394 prebivalcev (2020), meji pa na ČS Sostro na jugu in vzhodu, na ČS Moste in ČS Jarše na zahodu, kratek odsek na ČS Črnuče na severozahodu ter na občino Dol pri Ljubljani na severu preko Save. V ČS Polje leži tudi krajinski park in izletniška točka Zajčja Dobrava. Blizu naselja Rdeče Blato pri Kašlju je ob dveh mrtvicah Ljubljnice mokrišče V produ. 
Kraj Devica Marija v Polju se je razvil šele konec 19. stoletja. Ime je dobil po cerkvi Device Marije Vnebovzete. Kdaj in zakaj so na manjši vzpetini sredi polja ob križišču, kjer se od ceste, ki vodi iz Ljubljane v Zalog, odcepi cesta proti Zadobrovi, postavili prvo znamenje, kapelo ali cerkev, ni znano. Do sedaj znana je nastarejša zgodovinska omemba cerkve v Polju 15. avgusta 1499. Takrat je, kot je zapisano na pergamentni listini, ki jo hrani Arhiv republike Slovenije, generalni vizitator oglejskega patriarhata Sebastijan Nascimbeni, posvetil z dovoljenjem ljubljanskega škofa Krištofa Ravbarja v njej dva oltarja in podelil odpustke obiskovalcem.
Leta 1783 je bila pri Devici Mariji v Polju ustanovljena župnija. Iz nekdanje šentpetrske pražupnije so izločili 12 vasi: D. M. v Polju, Vevče, Zgornji in Spodnji Kašelj, Zgornjo in Spodnjo Zadobrovo, Besnico (1788 je bila izločena iz poljske župnije in pridružena župniji sv. Lenarta v Sostrem), Slape, Studenec in Fužine. Poudariti je treba, da ob ustanovitvi župnije kraja Polje še ni bilo. Nekaj hiš okoli cerkve - gostilne, kjer so se okrepčali romarji in so modrovali domači gospodarji - je namreč sodilo pod vas Slape, ki je še danes tudi katastrska občina.

## Ime
Polje se v pisnih virih prvič omenja leta 1499 kot ecclesiam beate Virginis Marie in Campo. Do leta 1952 se je naselje uradno imenovalo Devica Marija v Polju.  Izvorno ime je bilo spremenjeno na podlagi povojnega Zakona o imenih krajev in oznakah trgov, ulic in zgradb, kot del sekularizacijske kampanje takratnih komunističnih oblasti, da se iz imen slovenskih krajev odstranijo vsi religiozni elementi. Nemško ime kraja je Mariafeld (in Krain).